# Brigata spendereccia

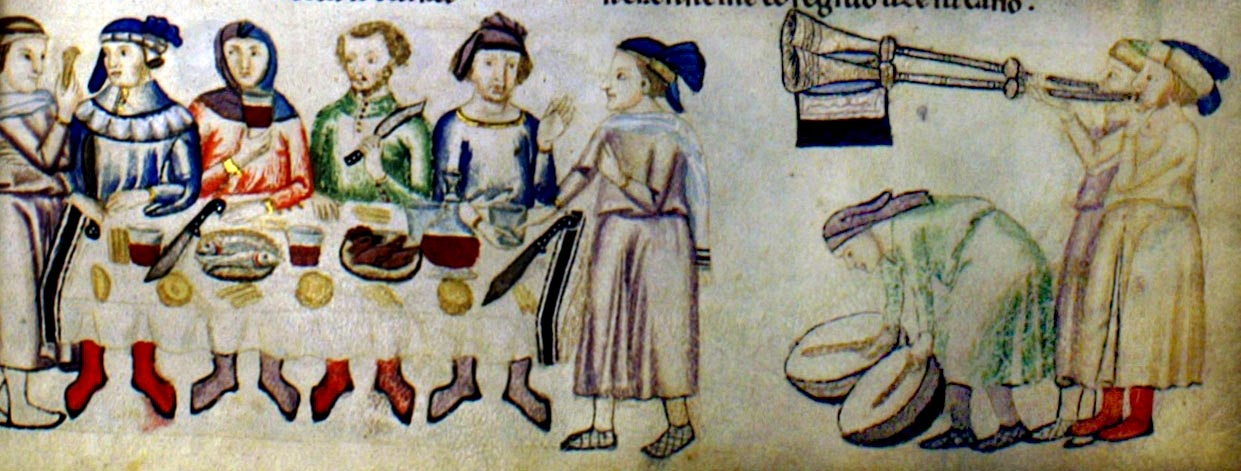
La brigata spendereccia : miniature du Codex Altonensis

La Brigata spendereccia (en français : bande de dépenseurs) est le nom donné à un groupe de jeunes oisifs issus des plus nobles et riches familles siennoises qui dissipèrent toute leur fortune en folles dépenses dans la seconde moitié du Duecento.
Benvenuto da Imola raconte qu'en deux ans, ils dépensèrent 216 000 fiorini, somme importante et qui correspondrait à douze et quinze millions d'euros.
Cette association de banqueteurs  est narrée par certains poètes, tels   Guido Cavalcanti et Boccace qui  leur consacre l'histoire IX du sixième jour du Décaméron. Dante Alighieri, dans le chant XXIX de l'Enfer de la Divine Comédie cite quelques personnages de la brigata parmi lesquels Stricca (it),Niccolò dei Salimbeni (it),Bartolomeo dei Folcacchieri (it) dit l'Abbagliato, Caccia d'Asciano (it) et Lano da Siena (it).

« Onde l’altro lebbroso, che m’intese,
rispuose al detto mio: "Tra’ mene Stricca
che seppe far le temperate spese, 

e Niccolò che la costuma ricca
del garofano prima discoverse
ne l’orto dove tal seme s’appicca; 

e tra’ ne la brigata in che disperse
Caccia d’Ascian la vigna e la gran fonda,
e l’Abbagliato suo senno proferse.  »

— Enfer, XXIX 124-132

« Exceptes-en Stricca, qui sut modérer ses dépenses, et Niccolò qui le premier inventa la riche coutume du girofle dans le jardin où une pareille semence aisément prend racine ; et exceptes encore la bande parmi laquelle Caccia d’Ascanio  dissipa vignes et bois, et l’Abbagliato  montra ce qu’il avait de sens. »

— Traduction Lamennais
Le poète Folgóre da San Gimignano chanta, aussi, une brigata nobile e spendereccia mais de chronologie différente qui n'est pas compatible avec celle de Dante : signe que peut-être à Sienne, alors à l'apogée de sa richesse et de son pouvoir, bien plus qu'à Florence ou d'autres cités toscanes, de tels groupes ou bandes existaient également.

## Source
- (it) Cet article est partiellement ou en totalité issu de l’article de Wikipédia en italien intitulé « Brigata spendereccia » (voir la liste des auteurs).